# 新宿アイタウン
新宿アイタウン（しんじゅくアイタウン）は、東京都新宿区西新宿の一角にある超高層ビルなどの複合施設。淀橋浄水場の跡地ではなく、地元再開発で生まれたビルである。

## 概要
メインビルディングである新宿スクエアタワーを中心に、商業施設（アイタウン・プラザ）・住居棟（アイタウン・レピア）などが一体となった施設である。高層ビル2棟からなるが、土地区画整理で出来たビルのため各棟で住所が違う。

## 主なテナント・スポットなど

### アイタウン・プラザ
- 店舗
  - ファミリーマート 西新宿アイタウンプラザ店
  - 新宿アイタウン郵便局

など。
- オフィス
  - 株式会社東海 本社(ライター・チャッカマン)

など。

### 新宿スクエアタワー
地上31階、地下4階の超高層ビル。

#### 店舗
- タリーズコーヒー 新宿スクエアタワー店
- スクエアタワー カフェテリア（地下1階）

など。

#### オフィス
- フランスベッド 本社（登記上の本店は昭島市）
- ジーエルサイエンス 本社
- 株式会社オフィス24 本社
- 太平ビルサービス 本社
- 日水コン 本社
- オフィスサプライ株式会社
- ジェイリース株式会社 東京本社（登記上の本店は大分市）
- TISソリューションリンク株式会社
- 藤子・F・不二雄プロ 本社

など。

#### エレベーター
- 非常用 (ナンバリング不明)

B4 - B1・1 - 31
- 高層用 (№6 - 10)

B2 - B1・1・16 - 30
- 低層用 (№1 - 5)

B2 - B1・1・2 - 16
- 駐車場用 (ナンバリング不明)

B1 - B4

### アイタウン・レピア
地上22階建てのマンション。

## アクセス方法など
- 新宿駅より徒歩17分、巡回バスあり
- 都営大江戸線都庁前駅徒歩5分
- 東京メトロ丸ノ内線西新宿駅徒歩7分
- 都営大江戸線西新宿五丁目駅徒歩7分
- 東京メトロ丸ノ内線・都営大江戸線中野坂上駅徒歩7分
- 駐車場:あり（有料）